# U-340
U-340 — средняя немецкая подводная лодка типа VIIC времён Второй мировой войны.

## История
Заказ на постройку субмарины был отдан 17 декабря 1940 года. Лодка была заложена 1 октября 1941 года на верфи Нордзееверке в Эмдене под строительным номером 212, спущена на воду 20 августа 1942 года. Лодка вошла в строй 16 октября 1942 года под командованием оберлейтенанта Ганса-Иоахима Клауса.

### Флотилии
- 16 октября 1942 года — 30 апреля 1943 года — 8-я флотилия (учебная)
- 1 мая 1943 года — 2 ноября 1943 года — 6-я флотилия

### История службы
Лодка совершила 3 боевых похода, успехов не достигла. Потоплена 2 ноября 1943 года в районе с координатами 35°33′ с. ш. 06°37′ з. д. глубинными бомбами в результате совместной атаки британских шлюпа HMS Fleetwood, эсминцев HMS Active (H14) и HMS Witherington, и самолёта типа «Веллингтон». 1 человек погиб, 48 членов экипажа спаслись.

### Атаки на лодку
- 25 августа 1943 года U-340 спасла пятерых немецких лётчиков у берегов Испании. Вскоре после этого лодку атаковал вражеский самолёт, ранив нескольких членов экипажа и повредив лодку.